# Mohammed Deif
Mohammed Deif (arabisch محمد الضيف, DMG Muḥammad aḍ-Ḍaif; geboren am 12. August 1965 als Mohammed Diab Ibrahim Masri / محمد دياب إبراهيم المصري / Muḥammad Diyāb Ibrāhīm al-Maṣrī im Chan-Yunis-Flüchtlingslager, Gazastreifen; getötet am 13. Juli 2024 in Chan Yunis) war der oberste Befehlshaber der Qassam-Brigaden, des militärischen Flügels der palästinensischen Terrororganisation Hamas.

## Leben
Mohammad Masri wurde 1965 im Flüchtlingslager Chan Yunis im Gazastreifen geboren, das nach dem Palästinakrieg errichtet wurde. Nachdem er 1990 der Hamas beigetreten war, wurde er aufgrund seines nomadischen Lebensstils unter dem Namen Mohammed Deif bekannt (deif bedeutet auf Arabisch „Gast“). Dieser Kampfname soll sich darauf beziehen, dass er jede Nacht in einem anderen Haus übernachtet, um sich vor israelischen Angriffen zu schützen.
Deif wurde oberster militärischer Befehlshaber der Kassam-Brigaden, nachdem israelische Verteidigungsstreitkräfte im Juli 2002 Salah Shehade getötet hatten. Israel machte ihn schon vorher persönlich für den Tod von Dutzenden von Menschen bei Selbstmordattentaten seit 1996 verantwortlich. Israel bezeichnete ihn schon 2002 als Drahtzieher des Terrors, als den Mann, der entscheidet, wann und wo Selbstmordattentate stattfinden, und der die Attentäter auf den Weg schickt.
Obwohl er seit 1995 von den israelischen Sicherheitskräften als meistgesuchter Mann geführt wird, weil er die Tötung israelischer Soldaten und Zivilisten organisiert hat, überlebte er in den letzten zwei Jahrzehnten sieben Attentatsversuche. Deifs Frau, sein sieben Monate alter Sohn und seine dreijährige Tochter wurden 2014 bei einem israelischen Luftangriff getötet. Auch während der Operation Guardian of the Walls im Mai 2021 versuchte Israel ihn zu töten. Im Rahmen des Kriegs in Israel und Gaza 2023 wurde das Haus der Familie im Gazastreifen bombardiert und Vater, Bruder sowie weitere Verwandte von Mohammed Deif getötet.
Mohammed Deif schrieb 2011:

„Die Izz ad-Din al-Qassam-Brigaden […] sind besser darauf vorbereitet, unseren ausschließlichen Weg fortzusetzen, zu dem es keine Alternative gibt, und das ist der Weg des Dschihad und der Kampf gegen die Feinde der muslimischen Nation und der Menschheit. […] Wir sagen unseren Feinden: Ihr seid auf dem Weg der Auslöschung (zawal), und Palästina wird uns gehören, einschließlich Al-Quds (Jerusalem), Al-Aqsa (Moschee), seiner Städte und Dörfer vom (Mittelmeer) bis zum (Jordan), von seinem Norden bis zu seinem Süden. Ihr habt kein Recht auf auch nur einen Zentimeter davon.“

Im Oktober 2023 kommandierte er den Terrorangriff der Hamas auf Israel, bei der palästinensische Terroristen weit nach Israel eindrangen und etwa 1200 Menschen ermordeten. Deif stellte in einer Audiobotschaft den Angriff als Reaktion auf die seit 16 Jahren andauernde Blockade des Gazastreifens, die israelischen Razzien in den Städten des Westjordanlands im vergangenen Jahr, die Al-Aqsa-Konfrontationen 2023, die zunehmenden Angriffe von Siedlern auf Palästinenser und das Wachstum der Siedlungen dar. Er rief die Palästinenser von Ostjerusalem bis Nordisrael auf, sich dem Kampf anzuschließen.
Am 13. Juli 2024 führte die israelische Luftwaffe im Flüchtlingslager Al-Mawasi, einem als humanitäre Zone ausgewiesenen Gebiet, einen Luftangriff aus, der Deif und Rafa Salama, dem Kommandeur der Hamas-Brigade in der Stadt Chan Yunis, gegolten haben soll. Nach Angaben der Hamas wurden beim Luftangriff 90 Menschen getötet und etwa 300 Menschen verletzt. Rafa Salama wurde bei dem Angriff getötet. Ob Deif getroffen wurde, war zunächst unklar. Die Hamas behauptete spätestens einen Tag nach dem Angriff, Deif sei unversehrt. Am 1. August 2024 ließ das israelische Militär verlauten, dass Deif durch den Luftangriff getötet wurde. Am 2. November 2024 bestätigten laut einer Meldung der Zeitung Asharq al-Awsat Hamas-Kreise den Tod Deifs. Die Hamas bestätigte durch ihren Sprecher Abu Obaida erst am 30. Januar 2025 den Tod von Deif.

## Sonstiges
Das Außenministerium der Vereinigten Staaten nahm Deif am 8. September 2015 in die Liste der Specially Designated Global Terrorists auf.
Deif tritt nie in der Öffentlichkeit auf, und das einzige bekannte Foto von ihm stammt aus dem Jahr 2000. Trotzdem ist er unter den Palästinensern zu einem „Volkshelden“ geworden, weil er zahlreiche Attentatsversuche überlebt hat. Seine Position als militärischer und nicht als politischer Führer hat ihn vor Kritik an der Hamas-Verwaltung des Gazastreifens geschützt.
Im Dezember 2023 setzte die EU ihn mit Marwan Issa auf ihre Terrorliste.
Man ging davon aus, dass Deif bei israelischen Angriffen beide Beine sowie einen Arm verlor und teilweise gelähmt im Rollstuhl saß. Nach israelischen Medienberichten im Dezember 2023 soll es ein Video geben, das Deif humpelnd und mit allen Beinen und Armen zeigt. Israel setzte 100.000 US-Dollar für Informationen zu Deif aus.
Am 6. Januar 2024 veröffentlichte die israelische Armee ein Foto von Deif, auf dem beide Hände zu sehen sind.
Im Mai 2024 beantragte der Chefankläger des Internationalen Strafgerichtshofs (IStGH), Karim Khan, einen Haftbefehl gegen Deif wegen Kriegsverbrechen und Verbrechen gegen die Menschlichkeit. Der IStGH erließ am 21. November 2024 einen Haftbefehl gegen Deif. Er gab an, weiterhin Informationen über den gemeldeten Tod zu sammeln.